# Unity (bang)
Unity (tiếng Ả Rập: الوحدة, al-Wahda; có nghĩa "đồng nhất") là một trong 10 bang của Nam Sudan, giáp biên giới với bang Nam Kordofan của Sudan. Diện tích của bang là 35.956 km². Thủ phủ của bang là Bentiu. Bang được chia thành 9 quận và nằm ở một số giếng dầu có trữ lượng lớn. Trong thời gian Nam Sudan giành được quyền tự trị bên trong Sudan và giai đoạn chuẩn bị độc lập, chính quyền Nam Sudan đã đề cập đến bang là "Tây Thượng Nin". Trước khi được tổ chức hành chính năm 1994, Unity là một phần của tỉnh Thượng Nin. Tây Thượng Nin hay Unity, chủ yếu là nơi sinh sống của hai dân tộc là người Nuer (đa số) và người Dinka (thiểu số). Các quận của bang là Mayom, Rubkona, Parieng, Leer, Guit, Koch, Abeimnom, Mayendit, và Payinjiar.

## Kinh tế
Nông nghiệp là hoạt động kinh tế chủ yếu của bang. Dân cư là người du cư và họ tiến hành cả trồng trọt lẫn chăn nuôi gia súc. Trồng trọt được tiến hành trong mùa mưa mặc dù nhiều khi đ]ợc trồng trong mùa hè. Rau xanh không được trồng rộng rãi do hầu hết dân cư sống tại nông thôn, và bởi vậy thiếu thị trường tiêu thụ cho các sản phẩm của họ. Một số tổ chức phi chính phhur hiện đang giuớ đỡ nông dân trồng trọt để cung ứng cho thị trường.

## Mỏ dầu
Mỏ dầu đầu tiên được tìm thấy tại Sudan là vào thập niên 1970. các công ty dầu quốc tế đã thăm dò dầu và góp phần làm cho người dân phải thay đổi chỗ ở. Mỏ dầu Unity nằm ở nơi tích tụ hydrocarbon lớn nhất của bồn Muglad và ước tính có khoảng 150.000.000 thùng (24.000.000 m3) dầu. The Greater Nile Oil Pipeline begins in the Unity oil field.